# Titres de noblesse allemands
 (septembre 2018).
Si vous disposez d'ouvrages ou d'articles de référence ou si vous connaissez des sites web de qualité traitant du thème abordé ici, merci de compléter l'article en donnant les références utiles à sa vérifiabilité et en les liant à la section « Notes et références ».

## Les différents titres

### Titres de souverains régnants
Dans l'ordre décroissant : 
| Titre           | Équivalent | Prédicat                |
| --------------- | ---------- | ----------------------- |
| Empereur        | Kaiser     | Votre Majesté impériale |
| Roi             | König      | Votre Majesté           |
| Prince-électeur | Kurfürst   |                         |
| Grand-duc       | Großherzog |                         |
| Archiduc        | Erzherzog  |                         |
| Duc             | Herzog     |                         |
| Prince régnant  | Fürst      |                         |
| Comte           | Graf       |                         |

### Titres non souverains
Dans l'ordre décroissant :
| Titre     | Équivalent | Prédicat |
| --------- | ---------- | -------- |
| Duc       | Herzog     |          |
| Comte     | Graf       |          |
| Vicomte   | Vizgraf    |          |
| Baron     | Freiherr   |          |
| Chevalier | Ritter     |          |
| Ecuyer    | Junker     |          |

## Titres du Saint-Empire
Dans le Saint-Empire romain germanique, on distinguait deux types de titres : ceux accordés par l'empereur et les érections de terres à des titres supérieurs. Ainsi, on peut être prince à titre personnel (« prince de N. et du Saint-Empire ») mais n'avoir exercé une souveraineté que sur un comté (« comte de X. »). Les titres du Saint-Empire pouvaient être accordés par l'empereur à titre personnel (non héréditaire) (ex. : Johann Reichsgraf von Aldringen) mais ils l'étaient plus généralement à titre familial (héréditaire)4 (ex. : Reichsfurst/Reichgraf Esterházy von Galántha, Kinsky, Lobkowicz, Metternich, Clary-Aldringen, etc.). Les règles de transmission étaient plus souples que dans d'autres pays et les titres pouvaient être transmis par les femmes. Dans certains cas même, à tous les descendants, à la simple condition de légitimes mariages, quand cela était précisé dans les lettres patentes et dans le cadre d'un titre sans fief. Ceci était hérité directement du droit romain. Quoi qu'il en soit, ils conféraient tous à leurs détenteurs la préséance sur les autres titres nobiliaires n'étant pas du Saint-Empire. Ce principe est resté en vigueur dans les cours autrichiennes et prussiennes même après la chute du Saint Empire en 1806.
| Roi              | König    | Majesté                             |          |           |                         |
| Prince-électeur  | Kurfürst | Altesse électorale et \|-           | Archiduc | Erzherzog | Votre altesse impériale |
| Duc              | Herzog   | Altesse illustrissime               |          |           |                         |
| Prince souverain | Fürst    | Altesse illustrissime               |          |           |                         |
| Comte            | Graf     | Altesse illustrissime ou Excellence |          |           |                         |
| Baron            | Freiherr | Excellence                          |          |           |                         |
| Chevalier        | Ritter   | Votre excellence                    |          |           |                         |
| Noble            | Edler    | Votre très bénie                    |          |           |                         |
| Landmann         | Landmann | Herr                                |          |           |                         |